# Tsalhanqox
Der Tsalhanqox, bis 2020 offiziell als Chilanko River bekannt, ist ein etwa 100 km langer orographisch rechter Nebenfluss des Chilcotin River in der kanadischen Provinz British Columbia. 

## Flusslauf
Der Tsalhanqox entspringt südöstlich des Aktaklin Lake. Er durchfließt das Chilcotin-Plateau in überwiegend östlicher Richtung. Wichtige Nebenflüsse sind Sucker Creek und Tatla Lake Creek, beide von rechts. Unterhalb der Einmündung des Tatla Lake Creek befindet sich die Ortschaft Chilanko Forks am nördlichen Flussufer. Die Mündung des Tsalhanqox befindet sich 20 km oberhalb der Einmündung des Chilko River in den Chilcotin River. Der Tsalhanqox entwässert ein niederschlagsarmes Gebiet mit einer Fläche von 1790 km². Der mittlere Abfluss an der Mündung beträgt lediglich 700 l/s.